# Kronos (Gombrowicz)
Kronos – książka Witolda Gombrowicza. Wydana po raz pierwszy w 2013 roku, blisko 44 lata po śmierci pisarza, przez Wydawnictwo Literackie.
Na utwór składa się zbiór luźnych notatek, powstałych w latach 1953–1969 (równolegle co Dziennik), będący osobistymi zapiskami bieżących spraw, a także wspomnień pisarza. Tekst literacki Gombrowicza został opatrzony licznymi przypisami autorstwa Rity Gombrowicz, Jerzego Jarzębskiego oraz Klementyny Suchanow. Wstęp napisała Rita Gombrowicz, natomiast posłowie Jerzy Jarzębski.
Rękopis został podarowany w 2013 roku Bibliotece Narodowej przez Wydawnictwo Literackie. Wcześniej, przez ponad 40 lat, w jego posiadaniu była Rita Gombrowicz.